# Marc-André Lavoie
Marc-André Lavoie est un scénariste, réalisateur et producteur de longs métrages québécois.

## Biographie
Marc-André Lavoie est cinéaste, auteur, producteur et cofondateur d'Orange Médias.
Selon le journal québécois La Presse : « Il dit compter dans ses influences Quentin Tarantino et les frères Joel et Ethan Coen, pour les situations controversées ».
Il réalise son troisième film, la comédie Hot Dog en 2013, film « Inspiré d'un fait divers lu dans le journal (une Américaine qui a trouvé une dent à l'intérieur d'une saucisse achetée au supermarché), Hot Dog propulse des personnages dans trois univers parallèles, d'une situation incroyable à une autre, pour mieux croiser leurs destins » selon le journal québécois La Presse.
Son quatrième film Innocent, sorti en 2017, reçoit le prix de la meilleure réalisation au Gala du Festival international du film Canada Chine (CCIFF) en 2018.

## Filmographie
- 2007 : Bluff
- 2010 : Y'en aura pas de facile
- 2013 : Hot Dog
- 2017 : Innocent
- 2025 : Crise d'ado